# Zeinep Sadykovna
Zeinep Sadykovna Abdrakhmanova, född 1881, död 1969, var en kazakisk läkare. Hon blev 1908 den första kvinnliga läkaren i Kazakstan, tillsammans med Gulsim Asfendiarova, som tog examen från samma skola samma år.

## Biografi
Zeinep Sadykovna föddes den 20 november 1881 i Tasjkent i en rik familj som dotter till överstelöjtnant Sadyk Abdrakhmanov. Hon gick i Tasjkents flickgymnasium 1890–1899. Hon studerade medicin vid Sankt Petersburgs medicinska institut för kvinnor på ett stipendium från Turkestans generalguvernör, och tog examen 1908 med utmärkelser. Hon blev därmed en av Kazakstans första tre kvinnliga läkare.
Zeinep Sadykovna arbetade som distriktsläkare i Khanabad och Korgantobe i Turkestan 1908–1910 och åkte sedan till Azerbajdzjan på förslag av sin syster Khadisha, som var lärare i Baku. Hon behandlade fabriksarbetare och arbetare på produktionsanläggningar och blev känd som en kvalificerad specialist, erfaren läkare och forskare. Hon gifte sig 1912 med forskaren Pago Tambiev. Paret tjänstgjorde tillsammans i Groznyj 1914 och i Naltjik 1917. Efter etableringen av sovjetmakten i Kabardinien-Balkarien i maj 1920 blev Sadykovna chef för sjukhusets kvinnoavdelning. Hon fick en del publicitet som kvinnlig föregångare i lokalpressen. 
Tillsammans med den berömde Balkarläkaren I. Abayev (1888–1930) och andra kollegor var hon en av grundarna av stadens hälsovårdsorganisation och en av ledarna i kampen mot epidemier. Zeinep Sadykovna var den första kvinnliga läkaren i Kabardinien-Balkarien. Hon talade tatariska och var särskilt respekterad av muslimska kvinnor, som vägrade att bli behandlade av män.
Efter bildandet av Azerbajdzjan SSR återvände 1923 Zeinep Sadykovna till Baku och fick jobb på en av stadens kliniker. Den 12 juni 1927 fängslades hennes make Pago Tambiev och avled 1928 i fängelset som en "fiende till folket". Själv fick hon arbetsförbud som läkare till 1936.